# امین بشیر جمیل
امین بشیر جُمَیِّل (به عربی: أمين بشير الجميّل) (۱۵ مه ۱۸۶۷ – پس از ۱۹۴۵) (نسب: امین بن بشیر بن یوسف، طلیع جمیّل) پزشک و نویسنده لبنانی بود. قانون الصحة (قانون تندرستی)، بهداشت و پزشکی در خدمت مهربانی و در نبود پزشک از آثار اوست، همچنین دیدگاه‌ها و مقالاتی نگاشت. او پدر پیر جمیّل و پدربزرگ امین جمیل و بشیر جمیل بود.